# 2788 Andenne
2788 Andenne este un asteroid din centura principală, descoperit pe 1 martie 1981 de Henri Debehogne.